# Hamish Rosser
Hamish Rosser exbaterista del grupo Australiano de garage rock The Vines, y también interpreta bajo el nombre de Hemi Roid como baterista de la banda de speed metal cover band, BigPhallica.

## Primeros años
Durante sus primeros años Hamish era muy atlético. Disfrutaba jugando al rugby hasta que tuvo un accidente cuando su bazo explotó y él estuvo muy cerca de la muerte. Dos semanas después de regresar a la escuela y jugar rugby, se dio cuenta de que la música puede ser una opción más inteligente. Fue en su camino a la audición de Blue Man Group en Las Vegas cuando se aplica a una audición para "Nirvana influido en" la banda titulada The Vines. 
Él tiene 3 hermanos, Tim, Martin & Gavin.                         

## The Vines
Cuando el exbaterista de The Vines, David Oliffe abandono la banda durante la grabación Highly Evolved, Craig Nicholls y Patrick Matthews colocaron un anuncio en un periódico de Australia para un baterista que tuviera una experiencia como artista intérprete o ejecutante. Después de la audición Craig y Patrick lo eligieron para ser el nuevo baterista de The Vines.
También le gusta el surf y la fotografía. Algunas fotografías de la banda y de cada uno de sus miembros (algunos incluidos en el folleto Vision Valley) se han tomado por él. 
- Datos: Q5645400
- Multimedia: Hamish Rosser / Q5645400